# Katrineholm, Gävle kommun
Katrineholm är en liten by i Hamrånge socken, Gävle kommun, Gästrikland. Byn ligger cirka 25 km norr om Gävle. E4 passerade förut förbi här, men utgör nu väg 583. Byn ligger inte alls långt från Hamrångefjärden och även nära havet. Antalet invånare är mindre än 49.